# Cavigliano
Cavigliano  är en ort i kommunen Terre di Pedemonte i kantonen Ticino, Schweiz. 
Cavigliano var tidigare en egen kommun, men den 14 april 2013 bildades den nya kommunen Terre di Pedemonte genom en sammanslagning av Cavigliano, Tegna  och Verscio.